# NGC 5442
NGC 5442 is een spiraalvormig sterrenstelsel in het sterrenbeeld Maagd. Het hemelobject werd op 11 januari 1865 ontdekt door de Britse astronoom Albert Marth.

## Synoniemen
- MCG -1-36-6
- VV 691
- IRAS 14020-0928
- PGC 50189